# Nie pytaj mnie (singel)
Nie pytaj mnie – singel polskiej piosenkarki Dody. Premiera utworu odbyła się 25 czerwca 2015. Dzień później ukazał się teledysk wyreżyserowany przez Michała Bollanda, który został nagrodzony podczas Daf Bama Music Awards 2016 w kategorii „najlepszy teledysk”.

## Notowania

### Listy airplay
| Kraj   | Notowanie (2015)         | Najwyższa pozycja na liście |
| ------ | ------------------------ | --------------------------- |
| Polska | ZPAV (AirPlay – Nowości) | 2                           |

### Listy przebojów
| Kraj   | Notowanie (2015)                          | Najwyższa pozycja na liście |
| ------ | ----------------------------------------- | --------------------------- |
| Polska | Radio Bielsko (Codzienna Lista Przebojów) | 1                           |
| Polska | Wietrzne Radio (Top 15)                   | 3                           |
| Polska | Radio Eska (Gorąca 20)                    | Propozycja                  |
| Polska | RMF FM (POPlista)                         | Propozycja                  |

## Certyfikat
| Kraj          | Certyfikat  | Sprzedaż |
| ------------- | ----------- | -------- |
| Polska (ZPAV) | złota płyta | 10 000+  |